# Rakahanga
Rakahanga è un atollo appartenente all'arcipelago delle Isole Cook, localizzato 1.111 km a nord di Rarotonga e 43 km nord di Manihiki.